# Tennistoernooi van Parma 2021
|                                     |  |                                        |
| Cori Gauff, winnares bij de vrouwen |  | Sebastian Korda, winnaar bij de mannen |

Het tennistoernooi van Parma van 2021 werd van zondag 16 tot en met zaterdag 29 mei 2021 gespeeld op de gravelbanen van de Tennis Club Parma (vrouwen) respectievelijk de Tennis Club President (mannen) nabij de Italiaanse stad Parma. De officiële naam van het toernooi was Emilia-Romagna Open.
Het toernooi bestond uit twee delen:
- WTA-toernooi van Parma 2021, het toernooi voor de vrouwen (16–22 mei)
- ATP-toernooi van Parma 2021, het toernooi voor de mannen (23–29 mei)

## Toernooikalender
| WTA               | mei 2021 | mei 2021 | mei 2021 | mei 2021 | mei 2021 | mei 2021    | mei 2021     | mei 2021 |
| WTA               | zon 16   | maa 17   | din 18   | din 18   | woe 19   | don 20      | vrĳ 21       | zat 22   |
| ----------------- | -------- | -------- | -------- | -------- | -------- | ----------- | ------------ | -------- |
| vrouwenenkelspel  | 1e ronde | 1e ronde | 1e ronde | 2e ronde | 2e ronde | kwartfinale | halve finale | finale   |
| vrouwendubbelspel | 1e ronde | 1e ronde | 1e ronde | 1e ronde | 2e ronde | 2e ronde    | halve finale | finale   |

| ATP              | mei 2021 | mei 2021 | mei 2021 | mei 2021 | mei 2021 | mei 2021    | mei 2021     | mei 2021 |
| ATP              | zon 23   | maa 24   | din 25   | din 25   | woe 26   | don 27      | vrĳ 28       | zat 29   |
| ---------------- | -------- | -------- | -------- | -------- | -------- | ----------- | ------------ | -------- |
| mannenenkelspel  | 1e ronde | 1e ronde | 1e ronde | 2e ronde | 2e ronde | kwartfinale | halve finale | finale   |
| mannendubbelspel | 1e ronde | 1e ronde | 1e ronde | 1e ronde | 2e ronde | 2e ronde    | halve finale | finale   |